# 小行星3849
小行星3849（英語：3849 Incidentia）是一颗围绕太阳公转的小行星。1984年3月31日，愛德華·鮑威爾在可可尼诺县发现了此天体。
这颗小行星的绝对星等为79.46082等。